# Stockholmer Schärengarten

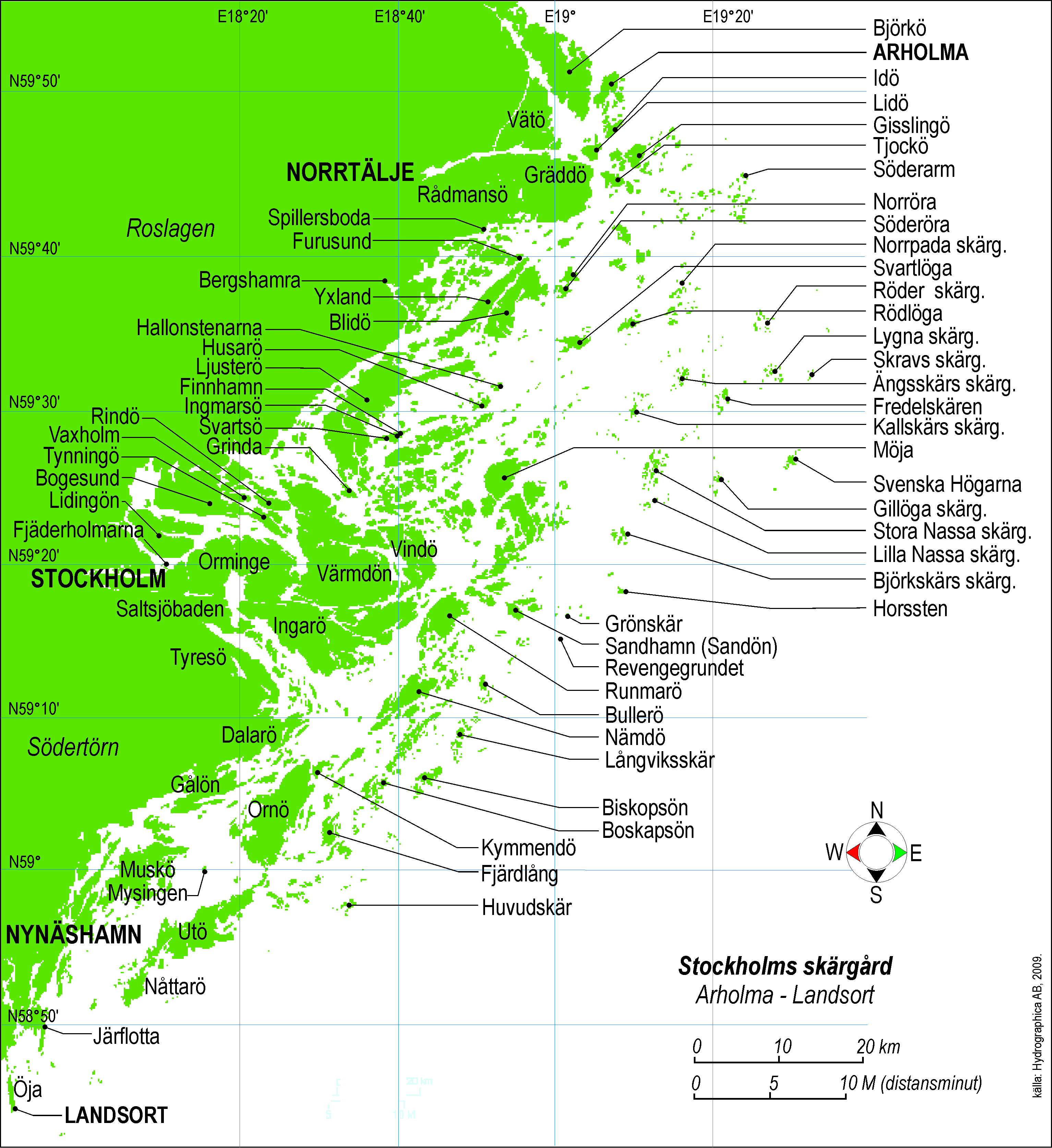
Karte des Stockholmer Schärengartens

Der Stockholmer Schärengarten (schwedisch Stockholms skärgård) ist ein Schärengarten in der Ostsee, östlich von Stockholm. Er ist die größte Inselgruppe in Schweden und die zweitgrößte Inselgruppe der Ostsee nach dem Schärenmeer, das zu Finnland gehört.

## Geographie

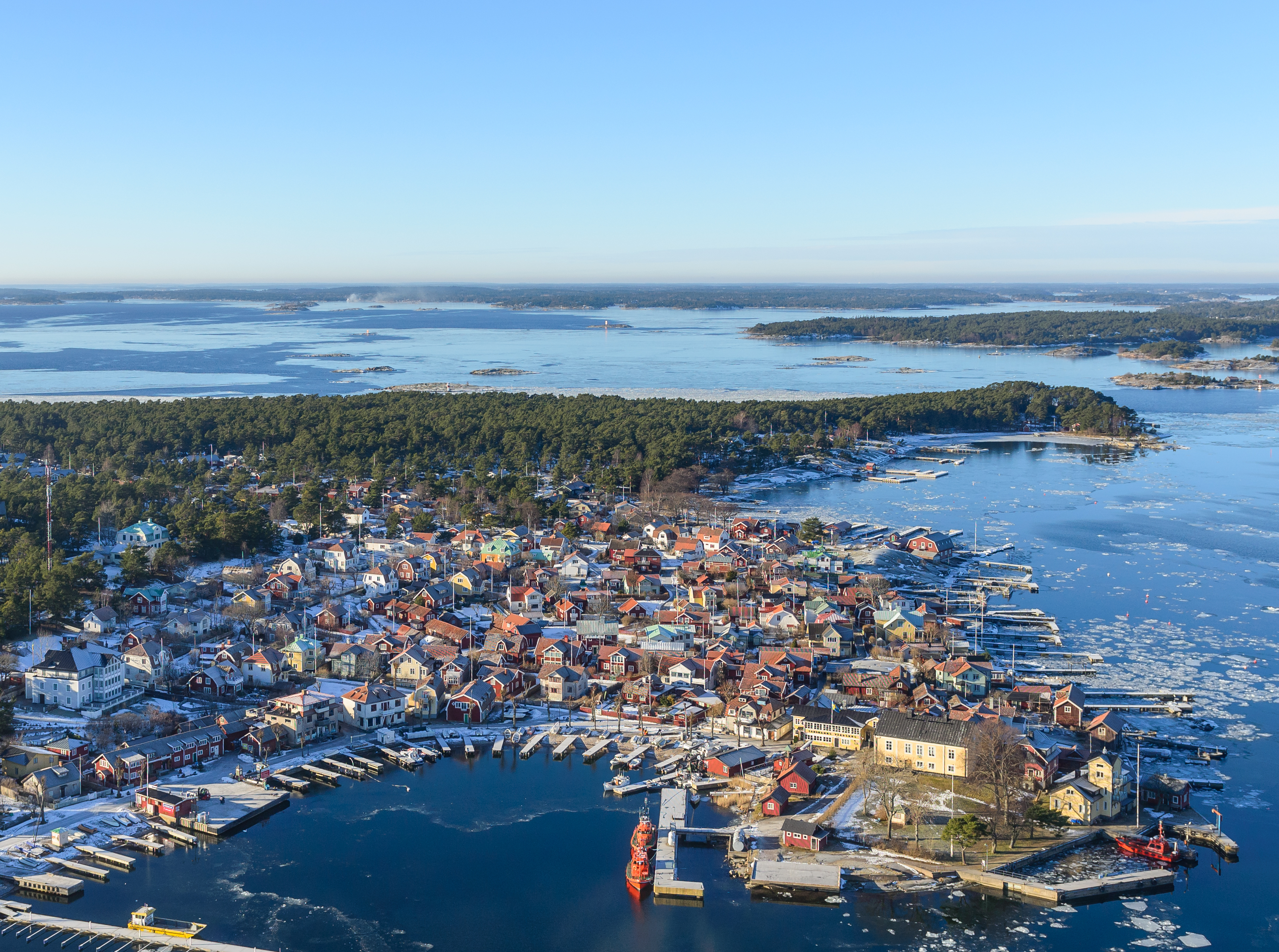
Sandhamn im östlichen Stockholmer Schärengarten

Der Stockholmer Schärengarten erstreckt sich von Stockholm ca. 60 km nach Osten, sowie von der Insel Öja im Süden bis zur Insel Väddö im Norden. Er besteht aus ca. 24.000 Inseln. Zu den bekannteren Inseln zählen Dalarö, Grinda, Husarö, Ljusterö, Möja, Rödlöga, Runmarö, Utö, Ornö, Svanholmen und Svartsö.

## Besonderheiten
Das Bergwerk Ytterby, das sich auf der Insel Resarö im Schärengarten befindet, stand Pate bei der Namensgebung der vier chemischen Elemente Erbium, Terbium, Ytterbium und Yttrium. Das Element Lithium wurde als erstes in einer Gesteinsprobe aus Utö entdeckt.